# Simla (film)
Simla è un cortometraggio muto del 1912. Non si conosce né il nome del regista, né quello dell'operatore del documentario che venne girato in India, nell'Himachal Pradesh, a Shimla.

## Produzione
Il film, girato in India, a Shimla - fu prodotto dalla Edison Company.

## Distribuzione
Distribuito dalla General Film Company, il film - un documentario in una bobina - uscì nelle sale cinematografiche degli Stati Uniti il 31 agosto 1912